# Mackwiller
Mackwiller (deutsch Mackweiler) ist eine französische Gemeinde mit 539 Einwohnern (Stand 1. Januar 2021) im Département Bas-Rhin in der Region Grand Est (bis 2015 Elsass). Sie liegt im Krummen Elsass.

## Geschichte
Von 1871 bis zum Ende des Ersten Weltkrieges gehörte Mackweiler als Teil des Reichslandes Elsaß-Lothringen zum Deutschen Reich und war dem Kreis Zabern im Bezirk Unterelsaß zugeordnet.

### Archäologie
1955 wurden in Mackwiller von Jean-Jacques Hatt substantielle Überreste eines Mithräums ausgegraben. Der Fund ist seitdem im Musée archéologique de Strasbourg zu besichtigen. Am Langhaus der Kirche lassen sich großformatige Quader aus römischer Zeit erkennen. Es wird vermutet, dass sie auf einen einstigen Tempel zurückgehen.

### Bevölkerungsentwicklung
| Jahr      | 1910 | 1962 | 1968 | 1975 | 1982 | 1990 | 1999 | 2007 | 2017 |
| Einwohner | 853  | 660  | 672  | 671  | 683  | 635  | 612  | 608  | 575  |